# 알려진 가장 큰 소수
알려진 가장 큰 소수는 2136,279,841 − 1로, 10진수로 표기하면 41,024,320자리 숫자이다. 이 숫자는 루크 듀런트가 GIMPS(Great Internet Mersenne Prime Search)에 자원한 컴퓨터에 의해 2024년 10월 12일에 발견되었다.

전자 컴퓨터 이후 연도별로 알려진 가장 큰 소수 (수론)의 자릿수에 대한 2020년 도표이다. 수직 눈금은 대수적이다.

소수 (수론)란 1과 자기 자신 외에 약수가 없는 1보다 큰 자연수를 말한다. 유클리드의 정리에 따르면 소수는 무한히 많기 때문에 가장 큰 소수는 존재하지 않는다.
알려진 가장 큰 소수 중 다수는 2의 거듭제곱보다 1이 작은 수인 메르센 소수이다. 이는 일반 소수보다 더 빠른 특수 소수판별법을 활용할 수 있기 때문이다. 2024년 10월 기준 알려진 가장 큰 소수 7개는 메르센 소수이다. 최근 18개의 기록 소수는 메르센 소수였다. 메르센 소수의 이진 표현은 모두 1로 구성된다. 왜냐하면 2k − 1의 이진 형식은 단순히 k개의 일이기 때문이다.
더 큰 소수를 찾는 것이 더 강력한 암호화를 허용하는 것으로 널리 알려져 있지만 이는 잘못된 것이다.